# Província de Brandemburgo
A província de Brandemburgo (alemão: Provinz Brandenburg) era uma província do Reino de Prússia e do Estado Livre da Prússia de 1815 a 1946, constituindo o principal centro do estado prussiano. A partir de 1871, passou a integrar o Império Alemão. Após a dissolução da Prússia em 1947, continuou como Brandemburgo.

## Geografia
A Província compreendia grandes partes da Planície Alemã do Norte, estendendo-se desde o Rio Elba no Oeste até além do Rio Oder no Leste, onde a região de Neumark fazia fronteira com o Grão-Ducado de Pozna (Província de Posen, 1848). Outras províncias vizinhas eram a Pomerânia no nordeste, Silésia no sudeste e Saxônia da Prússia no sudoeste. Brandemburgo também compartilhou uma fronteira comum com os grãos-ducados de Mecklemburgo-Schwerin e Mecklemburgo-Strelitz, bem como Anhalt no oeste.
Ao lado das áreas do rio Elba e Oder, a província cobria grandes partes da bacia do rios Spree e Havel. A maior cidade era Berlim, localizada no centro, juntamente com os subúrbios em crescimento de Spandau, Charlottenburg, Schöneberg (Altenkirchen) e Neukölln. As outras cidades maiores eram Potsdam (local da residência real), a capital regional Frankfurt an der Oder, Landsberg (atual Gorzów Wielkopolski) no leste e a capital histórica Brandemburgo no Havel, assim como Cottbus, Forst e Guben (Gubin) na Baixa Lusácia.

## História
Os primeiros povos conhecidos a habitar Brandemburgo foram os Suevos. Durante as migrações dos povos bárbaros, eles foram sucedidos pelos eslavos polábios, cuja fortaleza em Brandemburgo no Havel foi conquistada pelo rei alemão Henrique I da Germânia em 928/29. Henrique I subjugou as tribos eslavas até o rio Oder, e seu filho Otão I do Sacro Império Romano-Germânico estabeleceu a marca Geronis em seu território, com o primeiro governo conferido ao conde saxão Gero I.
A Marca do Norte foi dividida em 965 e grandes partes foram novamente perdidas na Grande Revolta Eslava de 963. O título de marquês não se tornou hereditário até a chegada de Alberto I de Brandemburgo, outro conde saxão da nobre Casa de Ascania, que estabeleceu a Marca de Brandemburgo em 1157. Seu filho Otão I de Brandemburgo adquiriu a dignidade de um moço de câmara do Sacro Império Romano-Germânico em 1177. O imperador Carlos IV do Sacro Império Romano-Germânico pela Bula Dourada de 1356 confirmou a dignidade de príncipe-eleitor dos Brandemburgo e atribuiu o eleitorado a seu filho Venceslau IV da Boêmia em 1373. 
Em 1415, Brandemburgo foi adquirido pelo Burgrave Frederico I, Eleitor de Brandemburgo do Burgraviato de Nurembergue, o primeiro membro da Casa de Hohenzollern a governar a Marca de Brandemburgo. Ao longo dos séculos, os Hohenzollerns gradualmente ascenderam a uma das dinastias mais importantes da região, rivalizando com a dominante Casa de Habsburgo, um processo que se intensificou com a Reforma Protestante e a herança polonesa do Ducado da Prússia em 1618. A Marca de Brandemburgo formou o núcleo do Estado Brandemburgo-Prússia. Frederico Guilherme, Eleitor de Brandemburgo fez várias adesões ao território, o Tratado de Königsberg de 1656, marcando uma mudança significativa na evolução de Brandemburgo. No Tratado de Wehlau de 1657, Frederico Guilherme alcançou soberania total em seus territórios prussianos, o que permitiu que seu filho Frederico I da Prússia assumisse a coroa de Rei na Prússia em 1701.

## Estabelecimento
A Marca de Brandemburgo permaneceu uma parte constituinte da Prússia até pouco depois das Guerras Napoleônicas e o Congresso de Viena (1815), quando a administração do reino foi dividida em dez províncias. A maior parte territorial da Marca de Brandemburgo foi incorporada à nova Província de Brandemburgo, especialmente a Mittelmark entre os rios Elba e Oder e a região de Neumark a leste do rio Oder. No entanto, o Altmark na margem ocidental do Elba foi incorporado à província prussiana da Saxônia. A Província de Brandemburgo também incorporou o território da Baixa Lusácia, (onde Cottbus tinha sido um enclave brandemburgo desde o Século XV), bem como a área em torno de Belzig e Jüterbog, todos anexados do Reino da Saxônia em função da aliança saxã com Napoleão.
A Província foi liderada por um Oberpräsident e subdividida em duas regiões administrativas (Regierungsbezirke), nomeadas pelas suas respectivas capitais, Potsdam no noroeste (Mittelmark, Prignitz e Uckermark) e Frankfurt an der Oder no sudeste (Neumark e Baixa Lusácia). O governo provincial foi inicialmente situado na residência real de Potsdam. Em 1827, moveu-se para Berlim, retornou a Potsdam em 1843 e se estabeleceu finalmente em Charlottenburg em 1918. A capital prussiana, Berlim, formou parte da Província, mas no curso da Revolução Industrial, a partir da década de 1830, rapidamente se tornou uma metrópole. A partir de 1871, Berlim se tornou capital do Império Alemão, até virar cidade autônoma em 1 de abril de 1881 (Stadtkreis Berlim).
Em contraste, as regiões rurais, embora a servidão tivesse sido oficialmente abolida pelas reformas prussianas de 1807, ainda eram caracterizadas por grande partes de terra da nobreza Junker, semelhante às províncias prussianas orientais da Silésia e Pomerânia. As condições no campo permaneceram intocadas em grande parte, mesmo durante as revoluções de 1848, que levaram a lutas violentas nas ruas de Berlim. As grandes propriedades tinham que lidar com a baixa qualidade do solo e a falta de recursos naturais, exceto pelo carvão na Baixa Lusácia. A vida provincial foi descrita nos romances de Theodor Fontane, especialmente no seu trabalho descritivo Wanderungen durch die Mark Brandenburg (1862-89).

## Estado Livre da Prússia
Após a Primeira Guerra Mundial e as resoluções do Tratado de Versalhes de 1919, a Província de Brandemburgo se deslocou para a extremidade oriental da República de Weimar, fazendo fronteira de 35 km com a Segunda República Polaca. Em 1920, a Lei da Grande Berlim ampliou as fronteiras de Berlim, incorporando numerosos bairros e cidades vizinhas de Brandemburgo (incluindo a cidade de Charlottenburg) para formar a Grande Berlim (Groß-Berlin), com uma população de cerca de 2.000.000. A Grande Depressão ajudou o Partido Nazista a se estabelecer como um importante poder político. Depois do Machtergreifung em 30 de janeiro de 1933, o gauleiter nazista Wilhelm Kube ocupou o escritório do Oberpräsident, sucedido por Emil Stürtz em 1936. Devido à sua localização perto da capital alemã, Brandemburgo foi um centro do terror nazista, com campos de concentração como Sachsenhausen e Ravensbrück e residências nazistas como Carinhall. Nos últimos dias da Segunda Guerra Mundial, foi local de batalhas sangrentas como Seelow, Halbe e Berlim.
Em 1946, após a guerra, o território Neumark a leste da linha Oder-Neisse foi cedido à República da Polônia para formar a Voivodia de Zielona Gora. O território restante se tornou parte da zona de ocupação soviética e foi transformado no Estado de Brandemburgo (Potsdam como capital do estado). Em 1949, o Estado de Brandemburgo passou a integrar a República Democrática Alemã. Juntamente com os outros estados da Alemanha Oriental, foi dissolvido em 1952 e dividido em distritos administrativos. O território de Brandemburgo correspondia a grosso modo aos distritos de Potsdam, Frankfurt / Oder e Cottbus. Em 1990, após a reunificação alemã, Brandemburgo foi restabelecido como um estado da República Federal da Alemanha.